# Edifício Companhia Antarctica Paulista
O Edifício da Companhia Antarctica Paulista é um conjunto arquitetônico localizado no bairro da Mooca, na Zona Leste da cidade de São Paulo, inaugurado em 1892 para ser a sede da Fábrica de Cervejaria Bavaria. A partir de 1920, reformado, se tornou a sede da Companhia Antarctica Paulista, empresa do ramo de bebidas, sobretudo cervejas e refrigerantes, que teve papel importante na economia brasileira durante o seu período de atividade, entre 1886 e 2000.
A construção, ampliada ao longo do Século XX, foi marcantes para a expansão da ocupação urbana e para o processo de industrialização da cidade de São Paulo. Está desativada desde 1995, cinco anos antes da Companhia concluir o processo de fusão com a concorrente Brahma, que originou uma das maiores empresas brasileiras, a Ambev. Em 2016, o conjunto arquitetônico foi tombado como parte do patrimônio histórico da capital paulista por decisão do Conpresp, órgão municipal de preservação.

## História

### Origens da Companhia Antarctica Paulista
Em 10 de outubro de 1886, no bairro da Água Branca, um grupo de jovens bem-nascidos iniciaram, oficialmente, uma empreitada que seria o estopim de uma empresa multinacional. 
O líder desses empreendedores era Joaquim de Salles, engenheiro formado nos Estados Unidos, que congregou ao seu redor conhecidos nomes da sociedade paulista: José A. Cerqueira, Luiz de Toledo Pizza, Antonio Penteado e José Penteado Nogueira.

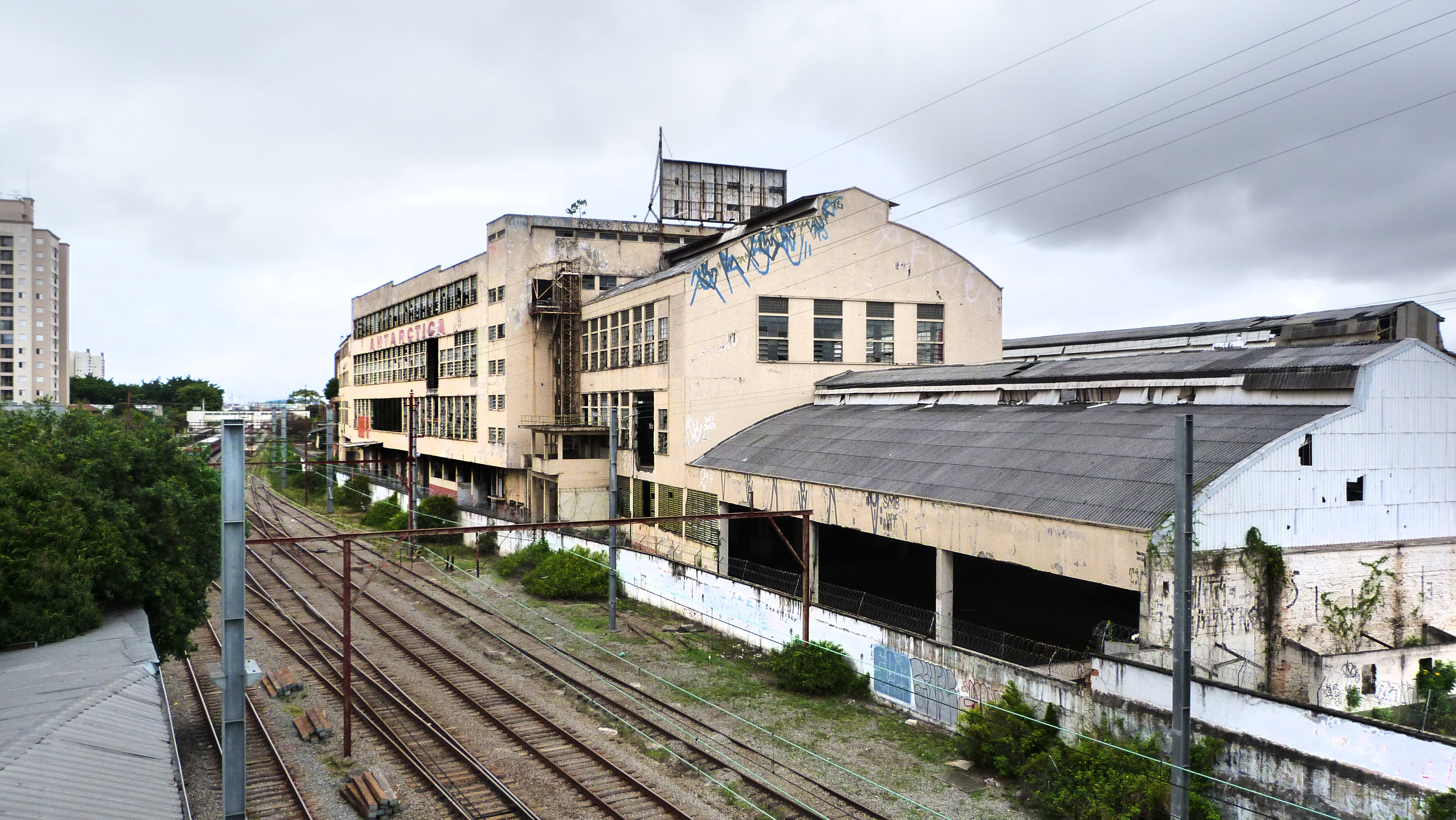
Aqui a divisão de engarrafamento e depósito da Fábrica de Cerveja, estrategicamente colocada à margem da Estrada de Ferro Santos/Jundiaí pelo russo Henrique Stupakoff fundador da Cervejaria Bavaria que viria ser comprada pela Antarctica. As instalações são ampliações da Bavária, promovidas já pela Antarctica

A intenção era montar um grande frigorífico nas proximidades de duas importantíssimas linhas férreas: a E.F Railway, que buscava ligar o planalto paulista ao litoral (futura Santos-Jundiaí), e a Sorocabana, que servia como um importante escoadouro do café paulista.
Não foi um pequeno empreendimento. Ambicioso, o projeto com nome Antarctica Paulista tencionava garantir gelo para toda a cidade e para boa parte do interior, além da grande produção de banha, presuntos e todos os tipos de embutidos suínos. Entretanto, no primeiro ano o empreendimento não gerou nenhum lucro. O café ocupou cada palmo de chão e os chiqueiros onde se criavam os porcos, que gerariam banha e presunto, sumiram. O frigorífico estava parando de funcionar por falta de matéria prima. 
Nesse momento, Louis Bücher, um filho de tradicional família cervejeira, em Wiesbaden, na Alemanha, percebeu que seria ótimo associar sua pequena Cervejaria Gambrinus, na Rua 25 de Março, à empresa de gelo pré-falimentar da Água Branca. Em 1887, após trancos e barrancos, que Joaquim de Salles viu a sua Antarctica agora com outra razão social: “Antarctica Paulista - Fábrica de Gelo e Cervejaria”. E levaria mais um ano para que todos os novos equipamentos e, principalmente, os mestres cervejeiros chegassem ao Brasil para que as primeiras garrafas saíssem da linha de produção. Eram apenas 1,5 mil litros por dia, mas estavam capacitados a chegar facilmente aos 6 mil litros diários.
O primeiro logotipo da Antarctica eram dois ursos sobre um campo de gelo. Levou algum tempo para que se descobrisse que o mamífero não vivia no polo sul. Assim vieram os pinguins.
Com a Proclamação da República, a indústria teve um inegável apoio, principalmente a partir do Decreto nº 164 de 17 de janeiro de 1890, que regulamentou e deu novas liberdades à existência das Sociedades Anônimas. Assim já, em 9 de fevereiro de 1891, foi oficialmente fundada a "Companhia Antarctica Paulista" como sociedade anônima, com 61 acionistas. Os principais eram João Carlos Antonio Zerrenner, Adam Ditrik Von Bullow, Antonio Campos Sales, Antonio de Toledo Lara, Augusto Rocha Miranda, Teodoro Sampaio e Asdrubal do Nascimento.

### João Carlos Antonio Zerrenner e Adam Ditrik Von Bülow
Em dois anos, os negócios não iam bem principalmente por questões cambiais. A importação da matéria prima estava inviabilizando o negócio e os grandes credores da sociedade eram justamente a dupla de sócios Antonio Zerrenner e Adam Von Bülow, que vinham garantindo o fornecimento dos insumos com seus próprios recursos. Num acerto financeiro entre os sócios, Zerrenner e Von Bülow saíram com um pouco mais dos 50% das ações necessários e suficientes para terem o controle da companhia.
Em pouco tempo a dupla de importadores percebeu o grande negócio que tinham feito ao comprar a dívida da sociedade. Três anos, já em 1902, a empresa, em uma ação de marketing, abre ao público paulista o amplo espaço onde funcionava a cervejaria: 300 mil metros quadrados de jardins, passeios, lagos, espaços para piquenique, parques infantis, pistas de atletismo, quadras de tênis e campo de futebol. Assim nascia o Parque da Antarctica Paulista, tornando-se a principal área de lazer da cidade. Esse movimento gerou muito lucro e, principalmente, prestígio.
Com o caixa superavitário e espírito expansionista, a Antarctica primeiro assume o controle acionário da concorrente Cervejaria Bavária, localizada na Mooca, para, em 1904, comprá-la em definitivo de seu fundador Heinrich Stupakoff.

### A Fábrica da Bavária
A Fábrica de Cerveja Bavária de Henrique Stupakoff & Cia foi inaugurada no dia 20 de outubro de 1892. O prédio estava na Rua da Mooca, 282, perpendicular à futura Alameda Bavária, que posteriormente se tornaria a Avenida Presidente Wilson. Os fundos da indústria, estrategicamente, davam para a Estrada de Ferro Ingleza.

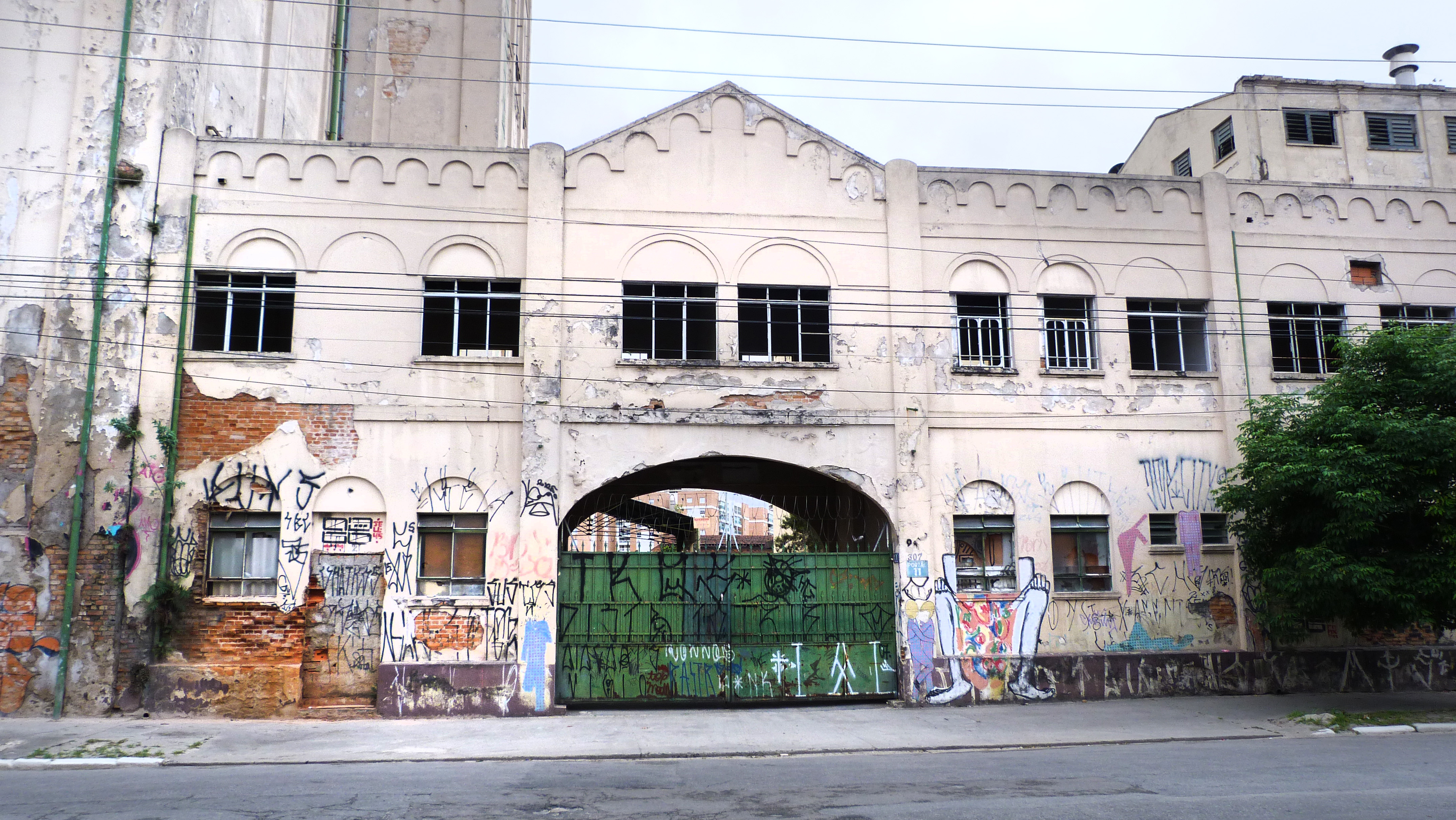
Entrada da Fábrica de Cerveja. À esquerda, está o conjunto de tanques de fermentação, as janelas são dos escritórios e dos laboratórios onde os cervejeiros analisavam amostras e promoviam os ajustes necessários

Para produzir 13 mil litros diários de cerveja, a Bavária contava com cerca de 79 tinas de fermentação. Esse era o coração da empresa, de onde fluíam por centenas de metros de tubulações 240 mil litros de cevada maltada (germinada), misturadas com água pura obtida de um poço de 100 metros de profundidade.
A dupla controladora, Zerrenner e Bülow, conhecia o sistema financeiro internacional e conseguiu apoio em bancos europeus, especialmente na Inglaterra. Foi um longo processo (cerca de 15 anos), que, em 1920, a sede do Grupo Antarctica, mudava-se integral e definitivamente para a Mooca, com escritórios no número 274 da Avenida Presidente Wilson.
Da nova sede, com maquinários vindos da Suíça e da Alemanha, passaram a ser produzidas as cervejas: Pilsen, Munchen e Export, que eram vendidas em barris ou em garrafas. Com uma outra forma de captação de recursos para o empreendimento, a Companhia Antarctica vendeu o antigo terreno do Parque Antarctica para o clube Sociedade Esportiva Palmeiras, a fim de que este construísse um estádio de futebol no local. 

### Refrigerantes

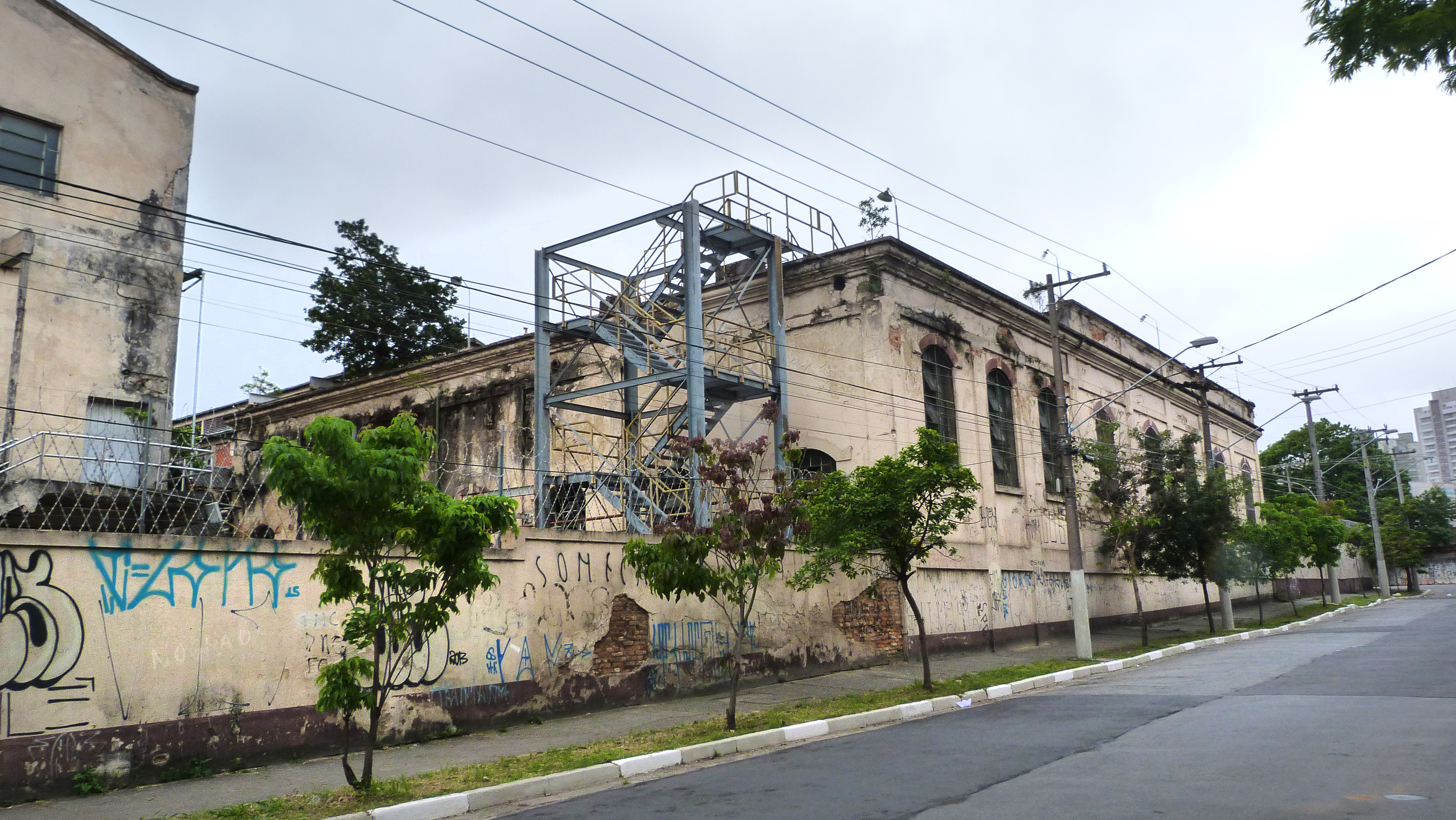
Rua Serra de Paracaina, extremos sul da Companhia, fachada da fábrica de gelo essenciais para acompanhar os pedidos de chopp. Vê-se em primeiro plano o extremo da fábrica de Refrigerantes

Dos novos tanques de decantação construídos do lado esquerdo da Avenida Presidente Wilson, partiam tubulações subterrâneas, por baixo da avenida, por onde se bombeava todo esse gás excedente para uma Fábrica de Gás Carbônico. Os projetistas das novas instalações construíram uma grande Fábrica de Refrigerantes, que já em 1912 lançava no mercado a Soda Limonada Antarctica.

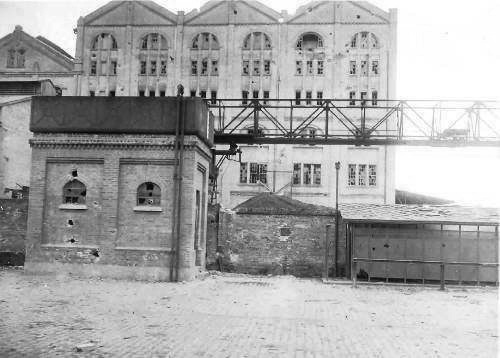
Vista da fábrica em 1924, com as marcas dos bombardeios sofridos durante a Revolta Paulista de 1924, ocorrida de 5 a 28 de julho

Havia, também, na nova planta da Antarctica, uma fábrica de essências, onde químicos se encarregavam de pesquisar e orientar a produção dos xaropes (solução densa aquosa de açúcar e essências), que misturados à água gaseificada comporiam a conhecida família de refrigerantes, com destaque para talvez uma das mais famosas instituições brasileiras: o Guaraná Antarctica, lançado em 1920.
Quatro anos depois, o edifício da companhia sofreu sérios danos, durante a Revolta Paulista de 1924, em julho de 1924. O objetivo da revolta era destituir o presidente da república Artur Bernardes. Vários bairros da cidade foram bombardeados pelas forças do governo federal, atingindo além da Mooca, outros bairros operários como Ipiranga, Brás e Belenzinho.

### Fundação Antonio e Helena Zerrenner
Em 1933 morre Antônio Zerrenner, sem deixar herdeiros, e inicia-se um complexo e longo processo de inventário. O testamento, que pedia que seus bens fossem enviados à Alemanha, foi posteriormente anulado e os bens passaram para a já falecida esposa, Helena.
Entretanto, como não havia herdeiros no Brasil, os bens passaram para a Fundação Brasileira (atual Fundação Antônio e Helena Zerrenner). Após uma longa disputa, que se encerrou em 27 de março de 1939, com um "Pacto de Honra" - celebrado entre os dois grupos de acionistas: A Fundação e a família von Bülow.
O testamenteiro Walter Belian se torna administrador da Antarctica e passou a presidi-la até a sua morte, em 1975. Sua irmã, Erna Belian Wernsdorf Rappa, que já o assessorava havia anos, passa a presidir a Antarctica e a Fundação até a sua morte em 1984, com 89 anos.

### Saída da Mooca e fundação da Ambev
Sentindo os efeitos da crise econômica que se abateu sobre o Brasil nos Anos 1990, a Companhia Antarctica se viu obrigada a fechar as instalações na Mooca. O destino da produção foi a cidade de Jaguariúna, na região metropolitana de Campinas, interior do Estado de São Paulo.
Em 1998, as duas maiores empresas cervejeiras do Brasil, a Antarctica e a Brahma iniciam um processo de fusão. Em 30 de março de 2000, após contestações de risco à concorrência serem derrotadas, o Conselho Administrativo de Defesa Econômica aprovou a fusão das duas companhias, com a contrapartida que vendessem cinco de suas fábricas pelo país. Com a conclusão do processo, foi formada uma nova empresa, a AmBev.

## Características arquitetônicas
A sede da Companhia Antarctica Paulista no bairro da Mooca, localizada na zona leste da cidade de São Paulo, é um conjunto de seis edifícios e uma série de construções menores, paralelas, realizadas a partir da expansão das atividades econômicas e empresariais e de necessidades administrativas da companhia.

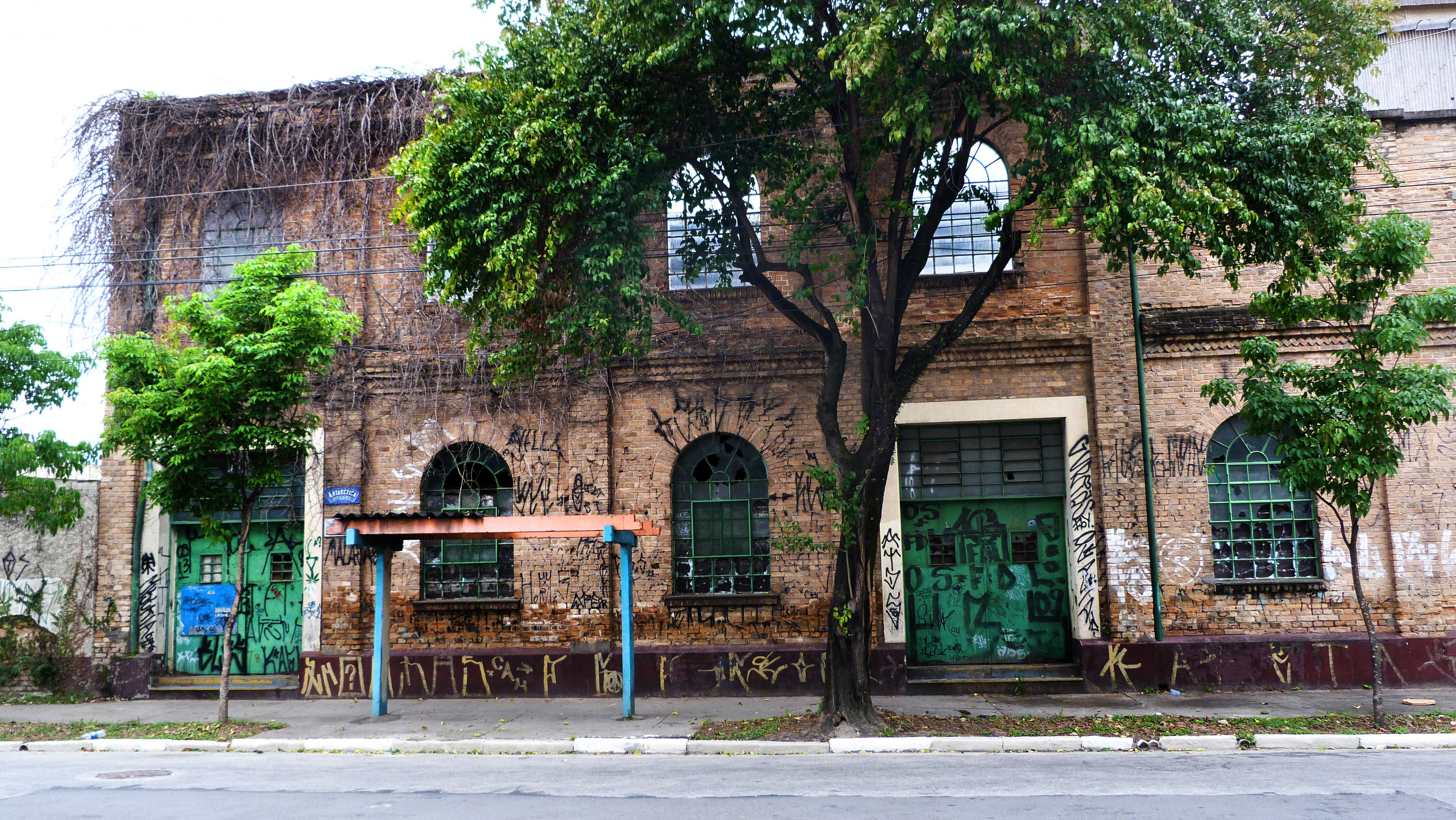
Pela proximidade com a Rua da Mooca e suas características arquitetônicas estima-se que estas instalações seriam ainda da Cervejaria Bavaria, adquirida posteriormente pela Antarctica

O edifício principal, que abrigava a administração da empresa, foi construído através de uma estrutura de tijolos e conta com cinco pavimentos. Possuía, também, um maquinário a vapor, que era ligado diretamente com o rio Tamanduateí, construção fundamental para o sucesso dos processos da Companhia Antarctica.
As edificações, em composição com a situação topográfica e geográfica da região de várzea do Tamanduateí, compõem um conjunto arquitetônico referencial do processo de industrialização da cidade.

## Significado histórico e cultural

### A Companhia
A Companhia Antárctica Paulista iniciou sua operação durante as décadas finais do Século XIX no Brasil, período de transformações sociais, econômicas, políticas e culturais no país, como a Proclamação da República, a Abolição da Escravatura e o início da vinda de imigrantes. A Antarctica também foi uma companhia que contou com acionistas de diversas ascendências e se instalou em uma região que viria a centralizar parte considerável da imigração italiana no país e na cidade.
A edificação na região teve papel fundamental na expansão territorial da cidade, na industrialização de terras pouco habitadas e na própria conformação de espaços de São Paulo, como o próprio bairro da Mooca, que teve sua composição urbana diretamente associada à presença da Antarctica, recebendo forte caráter de memória social do município. Enquanto empresa, a Companhia Antarctica Paulista também teve papel importante, sendo um marco na história da cerveja no Brasil e tendo adotado novos processos industriais, inéditos no país.

### Tombamento
O Edifício da Companhia Antartica Paulista se tornou patrimônio histórico da cidade de São Paulo através da Resolução nº 19, de 2016, do Conpresp, elaborada em reunião no dia 23 de agosto e publicada no Diário Oficial da Cidade no dia 13 de setembro do mesmo ano. A decisão contemplou as construções localizadas nos números 251, 307 e 367 da Avenida Presidente Wilson e adjacências, sobretudo os seis edifícios e a chaminé, situada ao lado do edifício indicado como "5".
Dentre as razões apontadas para o tombamento, associadas às características arquitetônicas mas, também, ao seu papel no contexto histórico-cultural da cidade, estão a consideração de que o patrimônio industrial representado pelo edifício reúne "importantes valores históricos, sociais, tecnológicos e arquitetônicos, são testemunhos das técnicas construtivas tradicionais e dos processos produtivos dos primórdios da industrialização paulista".
Dentre as decorrências da decisão de tombamento, estão a determinação de que reformas e ajustes no terreno só possam ser feitos mediante aprovação de projeto de restauro enviado ao Conpresp e ao Departamento do Patrimônio Histórico, da Prefeitura de São Paulo. Também fica proibida a construção de edificações com altura superior a 20 metros, que dificultem a visualização da construção de um logradouro histórico do bairro, a Rua da Mooca.

## Estado atual
Desde a desativação definitiva, em 1995, o Edifício da Companhia Antarctica Paulista encontra-se desativado, mesmo após a fusão da empresa com a Brahma, dando origem à Ambev. Em 2003, houve um incêndio no local, após um trabalho de manutenção.

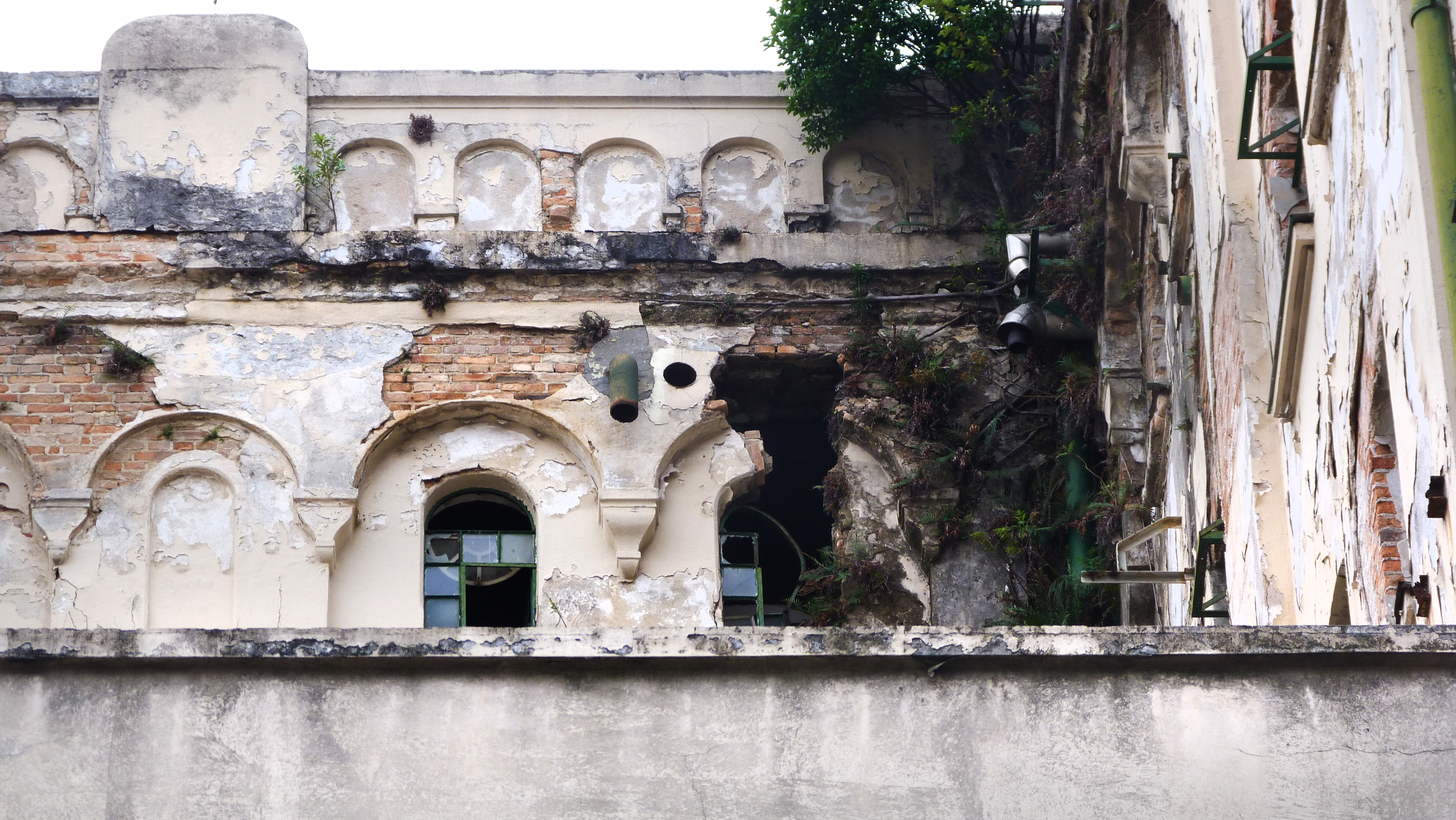
Aspecto da degradação de alguns setores da Fábrica de Cerveja

Relato de 2009, publicado no site São Paulo Antiga, indicou desuso e um mau estado de conservação do local, com 
"janelas de vidros quebrados, divisórias de seções, com suas respectivas placas indicativas, geladeira, algum mobiliário bem desarranjado, prateleiras vazias afastadas da parede, e outras peculiaridades como o nome da companhia feito com ladrilho colorido, e até mesmo a entrada do portão que dava acesso ao administrativo da fábrica, com dois grandes pinguins ensimesmados, só faltando mesmo um elemento principal para dar vida ao local: gente."
Desde 2010, o local foi adquirido por um grupo de investidores moradores do bairro da Mooca, com o propósito de ser restaurado e aberto ao público, junto com outras construções, como um complexo cultural, comercial e até um hotel, que viabilizasse financeiramente a iniciativa. Em entrevista ao jornal local Folha de Vila Prudente, em 2013, o arquiteto Glauco Benavente, contratado para idealizar o projeto de restauro histórico, resumiu a proposta dos novos proprietários:
“Este local é muito importante para São Paulo. O nosso projeto agradou a Conpresp. Queremos manter os prédios históricos do terreno, que têm uma arquitetura fantástica. Vamos negociar com os responsáveis para trazer para cá também os museus da cerveja, ferroviário e da indústria. Também pretendemos fazer duas praças no complexo, que será totalmente aberto ao público” 
Com o tombamento, em 2016, cresce a expectativa de que o espaço seja transformado em parque e aberto para visitação do público, com possibilidade de fazer parte de uma operação urbana, conjunto de regras para incentivar o desenvolvimento de uma região, chamada de Operação Urbana Bairros do Tamanduateí, ação que tem a intenção de revitalizar os arredores da Avenida do Estado e do Rio Tamanduateí.
Dentro de uma discussão a respeito desta operação, o especialista em patrimônio histórico Silvio Oksman, em entrevista ao jornal Folha de S.Paulo, defendeu que, para a preservação do Edifício da Companhia Antarctica Paulista ser efetiva, é preciso proteger a região como um todo: 
"No caso do antigo prédio da Antarctica, por exemplo, não adianta ter só ele, cercado de outros edifícios maiores. É toda a região que precisaria ser preservada".

## Galeria

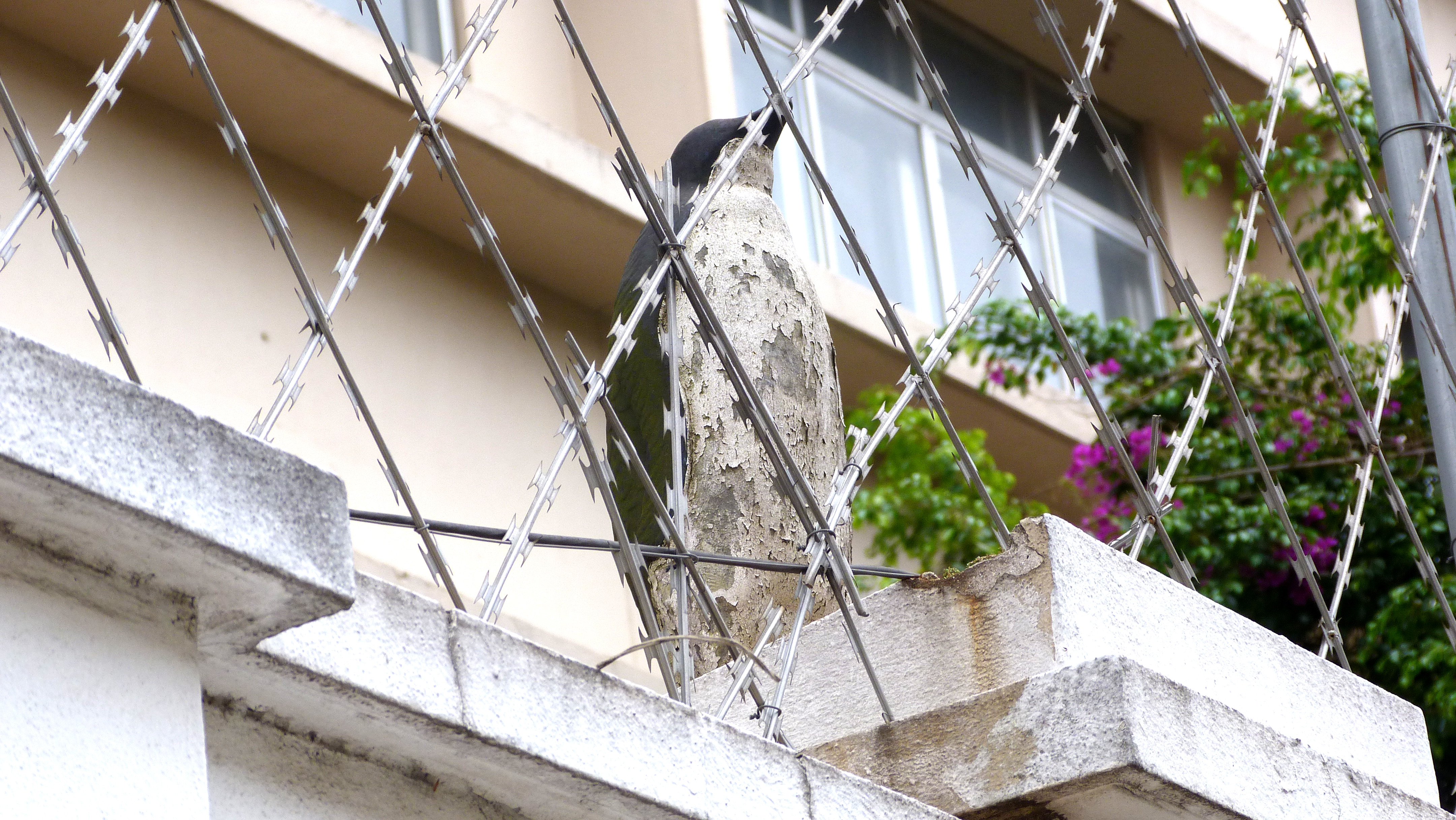
Pinguim na entrada da sede administrativa
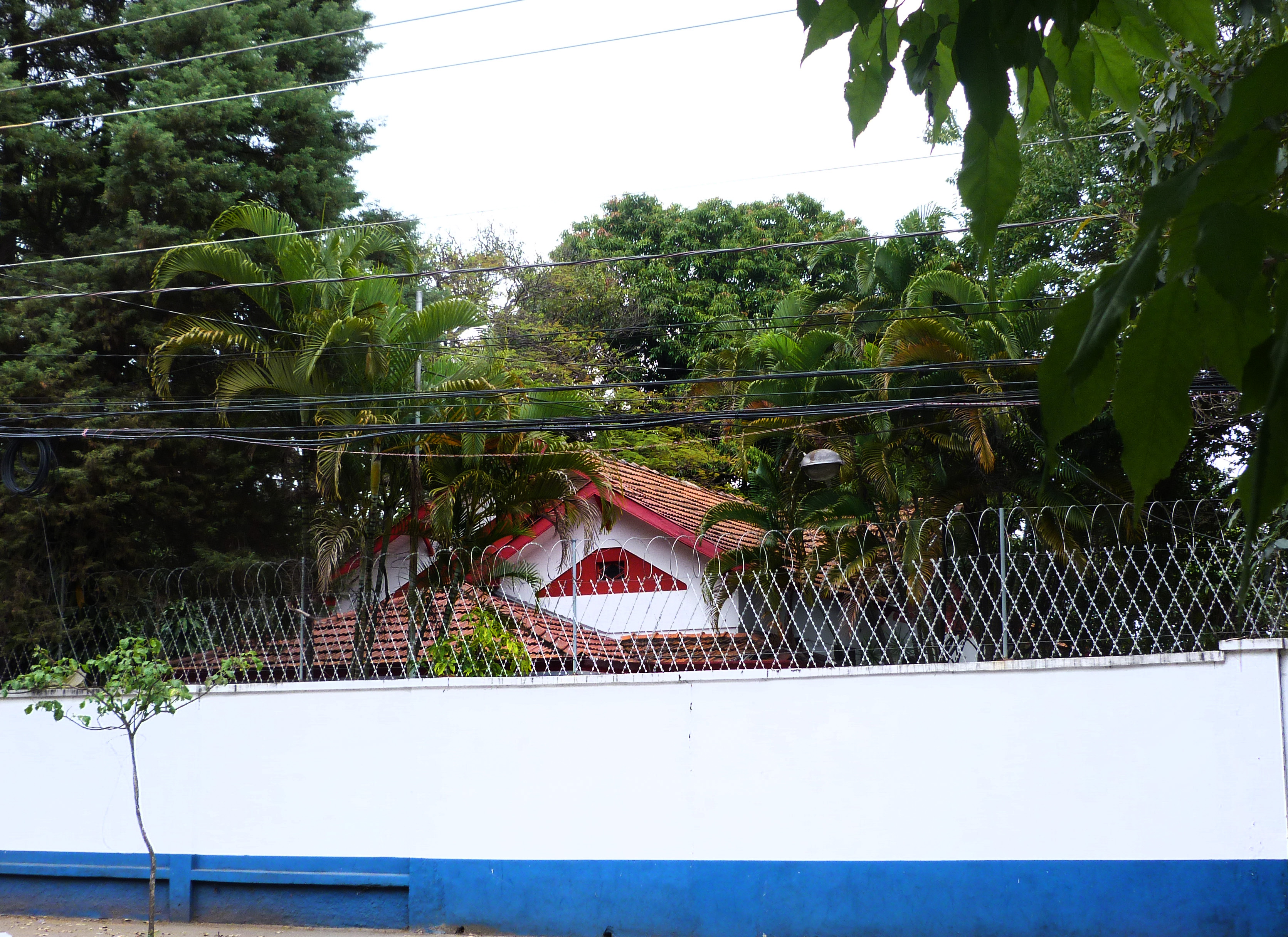
Os refeitórios dos escritórios da Companhia Antarctica
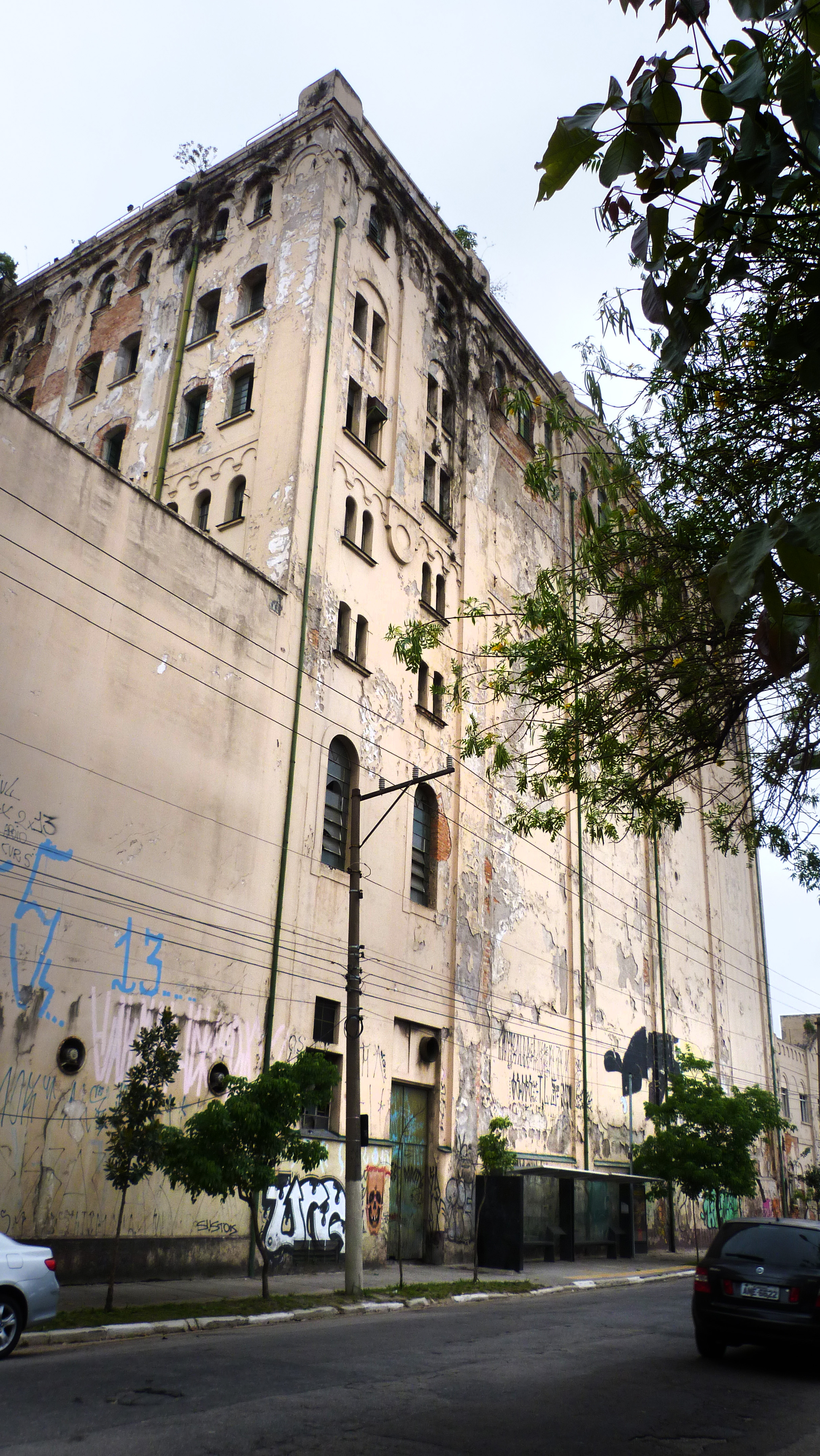
Tachos de cobre onde se cozinhava a mistura de cevada maltada (germinada)
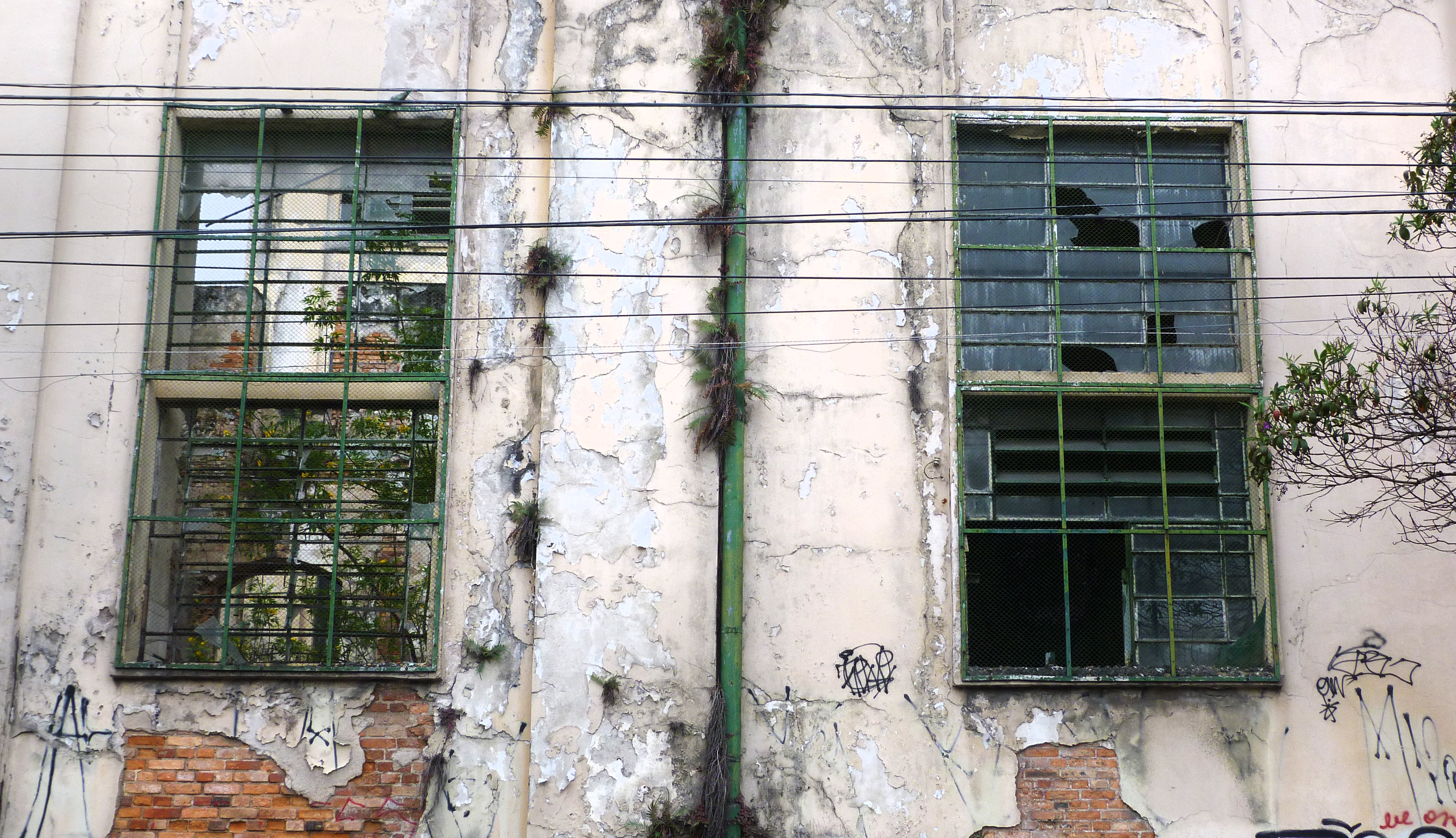
Janelas do laboratório/escritório da Fábrica de Cervejas
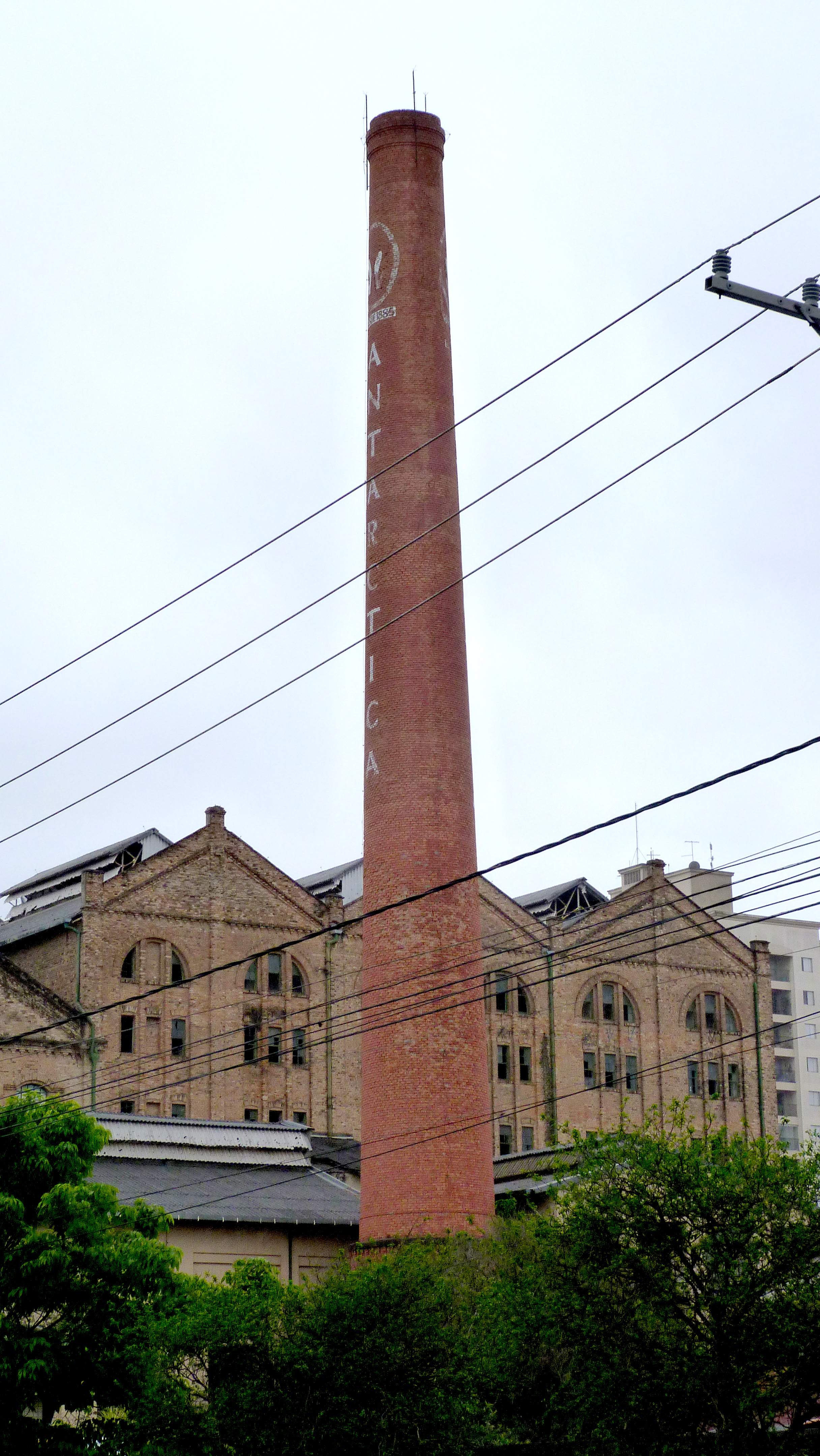
Complexo de caldeiras da Cervejaria Bavária
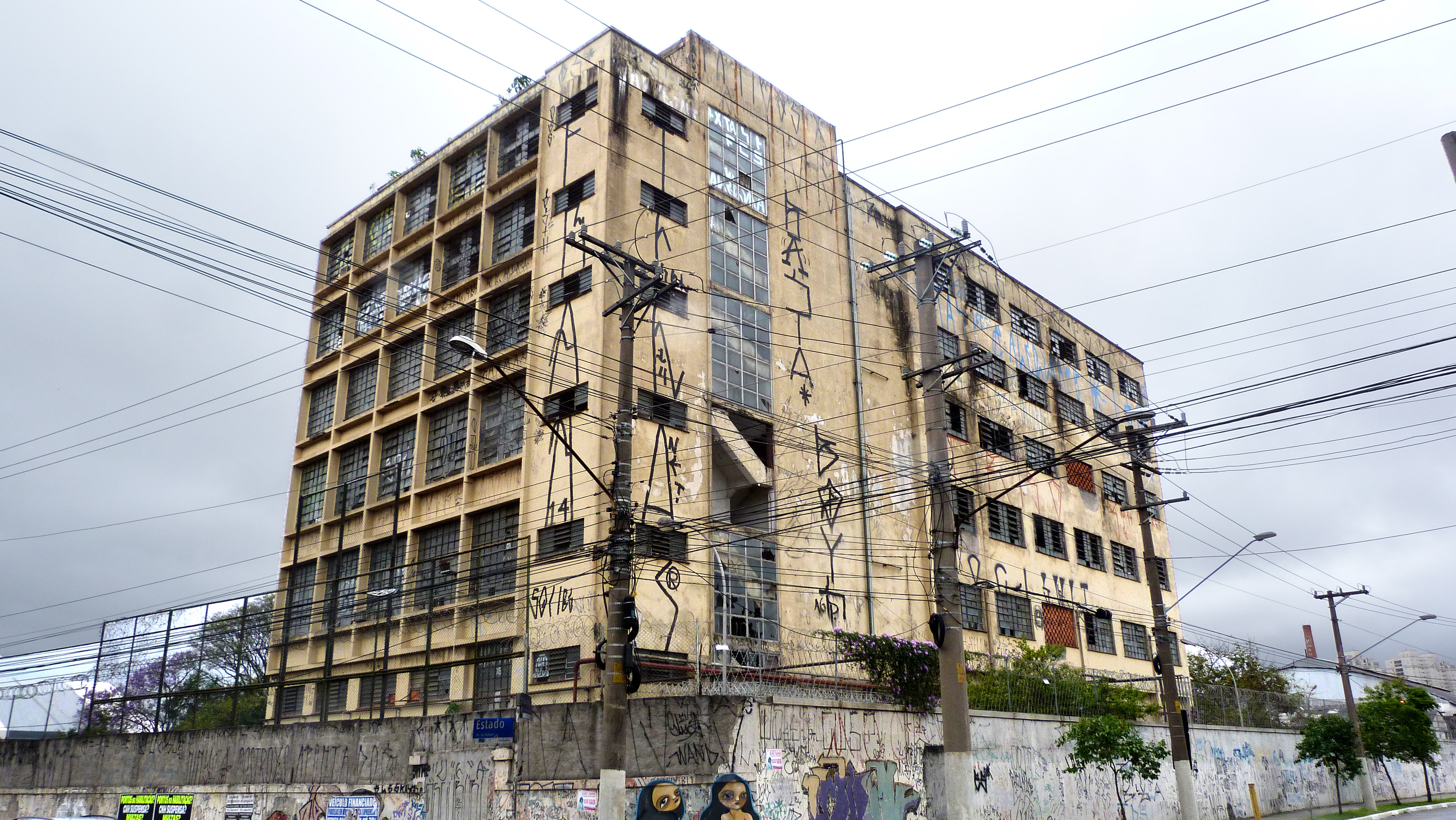
Prédio conhecido como “Fábrica de Essências”